# William Morris Society

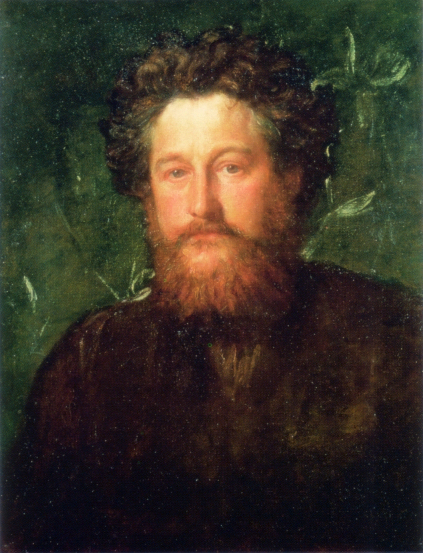
Portrait de William Morris (1834–1896) peint par George Frederic Watts en 1870.

La William Morris Society a été fondée en 1955 à Londres en Angleterre. Les bureaux sont situés à Kelmscott House, où Morris a vécu de 1879 jusqu'à sa mort en 1896.
La Society vise à mieux faire connaître la vie et l'œuvre du designer, artiste, écrivain et socialiste victorien, William Morris (1834-1896) et ses associés. Les programmes de la Society impliquent des filiales au Royaume-Uni, au Canada et aux États-Unis. Les activités comprennent des conférences, des activités éducatives, des visites de musées, des événements sociaux et des visites. La Society publie également des livres et des brochures sur la vie et l'œuvre de Morris, un bulletin trimestriel d'information et deux fois par an, le Journal of William Morris Studies (fondé en 1961 sous le nom de Journal of the William Morris Society).
La William Morris Society of Canada a été fondée en 1981 est basée à Toronto en Ontario.